# Club Deportivo Ardoi

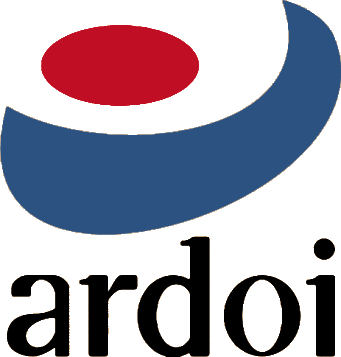
Escudo CF Ardoi

El Club de Fútbol Ardoi es un club polideportivo de España de la localidad de Zizur Mayor, en Navarra. Actualmente compite en Tercera RFEF Grupo XV.

Su sección masculina de fútbol se denomina: Club de Fútbol Ardoi Futbol Elkartea. Además tiene secciones de: baloncesto, balonmano, atletismo o natación.
En la temporada 2021/22 el CF Ardoi consiguió el ascenso a Segunda RFEF, pero en esa misma temporada descendieron junto al Peña Sport.

## Datos del club
- Temporadas en Tercera División/RFEF: 14
- Temporadas en Segunda División B/RFEF: 1

- Mejor puesto en Tercera División: 3º (2023/24)

### Todas las temporadas
| Temporada  | División   | Puesto |
| ---------- | ---------- | ------ |
| Desde 1987 | Regional   | —      |
| 2004/05    | Reg. Pref. | 6.º    |
| 2005/06    | Reg. Pref. | 1.º    |
| 2006/07    | 3.ª        | 16.º   |
| 2007/08    | 3.ª        | 15.º   |
| 2008/09    | 3.ª        | 19.º   |
| 2009/10    | Reg. Pref. | 2.º    |
| 2010/11    | 3.ª        | 17.º   |
| 2011/12    | Reg. Pref. | 4.º    |
| 2012/13    | Reg. Pref. | 4.º    |
| 2013/14    | Reg. Pref. | 1.º    |
| 2014/15    | 3.ª        | 14.º   |
| 2015/16    | 3.ª        | 6.º    |
| 2016/17    | 3.ª        | 17.º   |
| 2017/18    | 3.ª        | 8.º    |
| 2018/19    | 3.ª        | 13.º   |
| 2019/20    | 3.ª        | 16.º   |
| 2020/21    | 3.ª        | 3.º    |
| 2021/22    | 2.ª RFEF   | 17.º   |
| 2022/23    | 3.ª RFEF   | 3.º    |
| 2023/24    | 3.ª RFEF   | 3.º    |
| 2024/25    | 3.ª RFEF   | 8.º    |

## Uniforme
- Uniforme titular: Camiseta azul, pantalón blanco y medias blancas.[1]
- Uniforme suplente: Camiseta roja, pantalón y medias blancas.
- Uniforme tercero: Camiseta negra, pantalón y medias blancas.

## Estadio
Disputa sus partidos como local en el estadio de El Pinar de Zizur Mayor.

Dimensiones: 104m. por 62m.

Superficie: Hierba artificial.

Capacidad: 1500 espectadores.